# Bela Palanka
Bela Palanka (em cirílico: Бела Паланка) é uma vila da Sérvia localizada no município de Bela Palanka, pertencente ao distrito de Pirot. A sua população era de 8112 habitantes segundo o censo de 2011.

## Demografia
| 1948 | 1953 | 1961 | 1971 | 1981 | 1991 | 2002 | 2011 |
| ---- | ---- | ---- | ---- | ---- | ---- | ---- | ---- |
| 2823 | 3168 | 4300 | 5772 | 7502 | 8347 | 8626 | 8112 |